# 吉野貴宏
吉野 貴宏（よしの たかひろ、1972年12月4日 - ）は、日本の男性声優。マウスプロモーション所属。千葉県出身。

## 人物
趣味・特技は声楽、ジャズダンス、少林寺拳法。

## 出演
※ 太字はメインキャラクター。

### テレビアニメ
2002年
- パタパタ飛行船の冒険（漕ぎ手B）

2003年
- WOLF'S RAIN（少年B）
- 幻影闘士バストフレモン（ハディム市長、少年）
- 無限戦記ポトリス（トルーパーB）
- 無人惑星サヴァイヴ（大トカゲ）

2004年
- GANTZ（欣二、ヤンキーA）
- ケロロ軍曹（不良）
- 砂ぼうず（店主）

2005年
- 格闘美神 武龍（2005年 - 2006年、山田、門番B）
- かりん（救急隊員）
- ギャラリーフェイク（パウエル 他）
- ゴキブリちゃん（ガオ）
- タイドライン・ブルー（軍医、ユリシーズ副長）
- NARUTO -ナルト-（木ノ葉の忍、奈良家の研究員、医療班）
- 焼きたて!!ジャぱん（ピエロの父）

2006年
- 史上最強の弟子ケンイチ（老人、怖い人）
- ブラック・ジャック21（医師、警官、テロリスト、副院長、部下）

2007年
- 恋する天使アンジェリーク〜かがやきの明日〜（男）

2008年
- ペルソナ 〜トリニティ・ソウル〜

2010年
- スティッチ!〜いたずらエイリアンの大冒険〜（試作品627号、フレンチフライ）
- NARUTO -ナルト- 疾風伝（クズネ）

2015年
- アクエリオンロゴス（渡部社長）
- ドラえもん（テレビ朝日版第2期）（泥棒）

2017年
- 名探偵コナン（天城達也）

2018年
- 銀河英雄伝説 Die Neue These 邂逅（マクシミリアン・フォン・カストロプ）
- からくりサーカス（オラーツィオ）

2020年
- もっと!まじめにふまじめ かいけつゾロリ（2020年 - 2022年、妖怪学校の先生） - 3シリーズ

2021年
- さんかく窓の外側は夜（非浦父）

### 劇場アニメ
- あらしのよるに（2005年、ゴリ）
- 劇場版 NARUTO -ナルト- 大激突!幻の地底遺跡だってばよ（2005年、砂の忍）

### OVA
- HELLSING（2007年、神父[8]）

### Webアニメ
- マウスどうぶつえん（2018年、ウマのたかひろ）
- もっと!まじめにふまじめ かいけつゾロリ ゾロリのへや（2022年、ようかい学校の先生）

### ゲーム
2002年
- 侍（保世大佐々門）
- ラチェット&クランク（ナレーション）

2003年
- イースI・II エターナルストーリー（ダルク・ファクト）
- 此花3 〜偽りの影の向こうに〜（シルバー）
- 侍道2（紅屋角兵衛）

2004年
- いつか降る雪（蘇我博士）
- 鬼武者3（ガートルード、人足）
- 3年B組金八先生 伝説の教壇に立て!（沖縄の刑事）
- センチメンタルプレリュード（長谷川先生）
- 風雲 新撰組（山南敬助）

2005年
- キングダム ハーツII
- GENJI（三郎太）
- 忍道 戒（ウズムシ）
- 戦国BASARA（兵士）
- NAMCO x CAPCOM（超魔王ネビロス、クラブフェンサー、シュトゥルム）
- 風雲 幕末伝（山南敬助）
- ロマンシング サガ -ミンストレルソング-（ブッチャー）

2006年
- 神業-KAMIWAZA-（狛獅子、鉄武者、盗賊手下2）
- クラッシュ・バンディクー フェスティバル（ピンストライプ）

2007年
- BALDR BULLET EQUILIBRIUM
- ひぐらしのなく頃に祭
- プリンセスメーカー5

2008年
- 侍道3（松崎源十郎）

2011年
- 忍道2 散華（渦虫）

2020年
- 真・女神転生III NOCTURNE HD REMASTER（ラグ）

2022年
- トライアングルストラテジー（シルヴィオ・テリオール）

### ドラマCD
- 秘密 ―トップ・シークレット―（小池）
- Darling Special Backlash 恋のエキゾースト・ヒート ドラマCD（2004年、オーナー、アナワンサー）
- MAUSU THEATER

### 吹き替え

#### 映画
- アラジン[10]
- カンガルー・ジャック
- きっと、うまくいく
- 撃鉄 GEKITETZ ワルシャワの標的
- 少林キッズ（ウー）
- シング・フォー・ミー、ライル（グランプス〈ブレット・ゲルマン〉[11]）
- スタートレックVI 未知の世界
- 弾突 DANTOTSU
- チャイニーズ・ゴースト・ストーリー（チーイエ）
- 地球が燃えつきる日（アーネット）
- ツイステッド
- NAKED 凌辱の森（サミュエル・ウイルマン）
- フォーチュン・クッキー
- フランケンシュタイン
- 霊幻道士（ツァン軍長）
- ワンナイト・イン・モンコック

#### ドラマ
- ALPHAS/アルファズ（シン博士）
- ER X 緊急救命室（メル）
- NCIS 〜ネイビー犯罪捜査班 シーズン5
- グッド・ワイフ3
- クリミナル・マインド6 FBI行動分析課
- ザ・パシフィック
- サンドゥ、学校へ行こう!（チンチャン）
- ジ・アメリカンズ3
- 笑傲江湖（成不憂、老頭子）
- 書剣恩仇録（徐天宏）
- スキャンダル 託された秘密4
- SCORPION/スコーピオン
- 名探偵ポワロ オリエント急行の殺人（アントニオ・フォスカレリ）
- レスキュー・ミー 〜NYの英雄たち
- 私はラブ・リーガル2、3

#### アニメ
- X-メン:エボリューション（セイバートゥース〈2代目〉）
- KND ハチャメチャ大作戦（スティッキーベアード）
- シンドバッド 7つの海の伝説
- どうぶつ村のトム・ソーヤー（ジョー）
- ブンブン・マギー（ペストストリップ校長）
- ラマになった王様2 クロンクのノリノリ大作戦
- ロッキーとブルウィンクルの大冒険（ボリス）

#### 人形劇
- サンダーバード 劇場版 ※DVD版

### 舞台
- オペラ カルメン
- オペラ シモン・ボッカネグラ
- オペラ ラインの黄金
- 松陰寅次郎（吉田松陰寅次郎）
- やってきたアラマせんせい

### シリーズ一覧
1. ↑  第1シリーズ（2020年）、第2シリーズ（2021年）、第3シリーズ（2022年）

1. ↑  『芸能手帳タレント名簿録Vol.51（'16〜'17）』連合通信社・音楽専科社、2016年5月26日、263頁。
2. 1 2 3 4  “吉野 貴宏”. 日本タレント名鑑. 2020年1月29日閲覧。
3. 1 2 3 4  “吉野 貴宏”.   マウスプロモーション. 2020年1月29日閲覧。
4. ↑  『タレントデータバンク2010』、797頁、株式会社タレントデータバンク、2010年、ISBN 978-4990457112
5. ↑  “吉野 貴宏”. タレントデータバンク. 2020年1月29日閲覧。
6. ↑  “スタッフ&キャスト”.   パタパタ飛行船の冒険 公式サイト. 2002年10月22日時点のオリジナルよりアーカイブ。2016年5月7日閲覧。
7. ↑  @gineidenanime (26 March 2018). “【TOKYO MX放送開始まであと10日】本日の解禁はマクシミリアン・フォン・カストロプです。演じるのは吉野貴宏さん！明日の解禁はアンスバッハです、お楽しみに。”. X（旧Twitter）より2018年3月26日閲覧.
8. ↑  “HELLSING Ⅲ CAST”. HELLSING 公式サイト. 2024年3月20日閲覧。
9. ↑  “「トライアングルストラテジー」，新たな登場キャラクターたちの情報が公開に。クラスアップなどのシステム情報も紹介”. 4gamer.net. 2022年1月27日閲覧。
10. ↑  “アラジン”. ふきカエル大作戦!!. (2019年6月7日) 2019年6月13日閲覧。
11. ↑  “シング・フォー・ミー、ライル　－日本語吹き替え版”. ふきカエル大作戦!! (2023年3月14日). 2023年3月15日閲覧。